# Ligne Yutorīto
La ligne Yutorīto (ゆとりーとライン, Yutorīto Rain), officiellement ligne de bus guidés Shidami (ガイドウェイバス志段味線, Gaidowei Basu Shidami-sen), est une ligne de bus guidés située à Nagoya au Japon. 

## Histoire
L'ensemble de la ligne a ouvert le 23 mars 2001.

## Caractéristiques

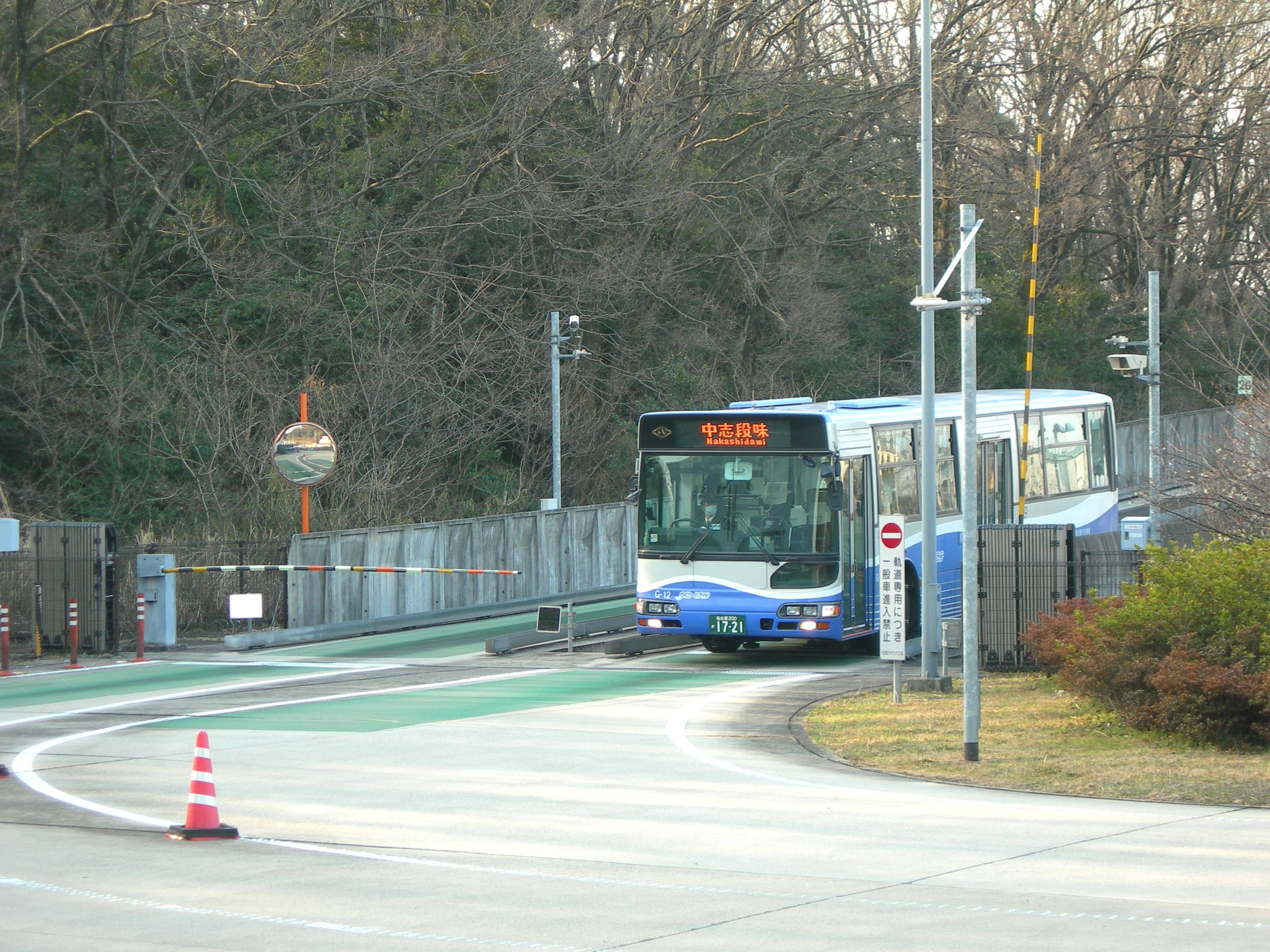
Fin de la section guidée à Obata Ryokuchi.

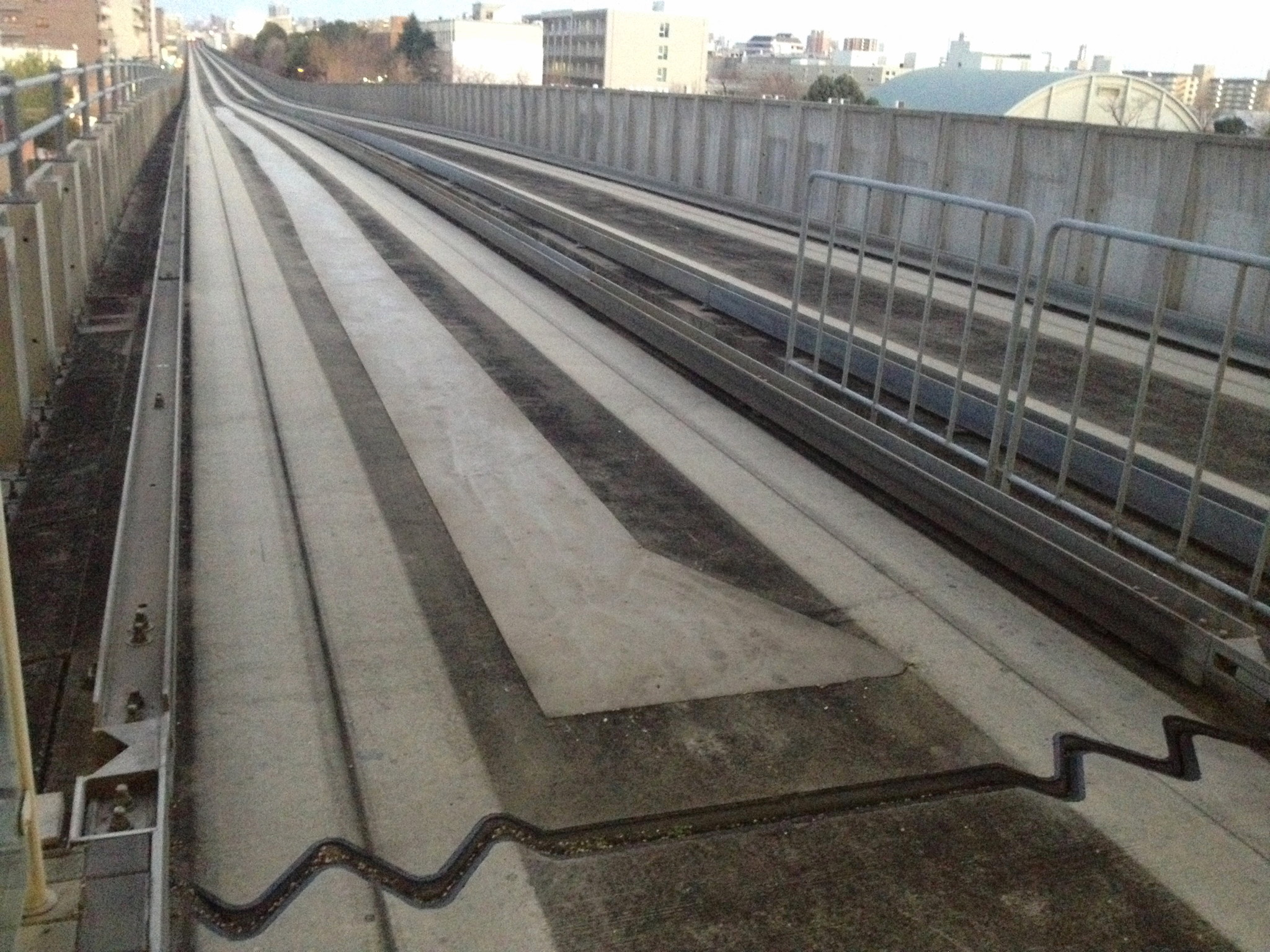
Vue des pistes de la ligne Yutorīto.

### Ligne
La ligne Yutorīto se comprend 2 pistes guidées situées sur un viaduc dans le nord de Nagoya. Elle a une longueur totale de 6,5 km.

### Services
Les bus s'arrêtent à tous les arrêts. A Obata Ryokuchi, les bus continuent sur la voie publique sur 5 itinéraires différents.

### Liste des arrêts
| Arrêt                | Nom japonais       | Distance (km) | Correspondances                                           | Ville               |
| -------------------- | ------------------ | ------------- | --------------------------------------------------------- | ------------------- |
| Ōzone                | 大曽根             | 0             | JR Central : Chūō Meitetsu : Seto Métro de Nagoya : Meijō | Higashi-ku, Nagoya  |
| Nagoya Dome-mae Yada | ナゴヤドーム前矢田 | 1,0           | Métro de Nagoya : Meijō                                   | Higashi-ku, Nagoya  |
| Sunadabashi          | 砂田橋             | 1,6           | Métro de Nagoya : Meijō                                   | Higashi-ku, Nagoya  |
| Moriyama             | 守山               | 2,7           |                                                           | Moriyama-ku, Nagoya |
| Kanaya               | 金屋               | 3,3           |                                                           | Moriyama-ku, Nagoya |
| Kawamiya             | 川宮               | 4,3           |                                                           | Moriyama-ku, Nagoya |
| Kawamura             | 川村               | 5,1           |                                                           | Moriyama-ku, Nagoya |
| Shirasawa Keikoku    | 白沢渓谷           | 6,0           |                                                           | Moriyama-ku, Nagoya |
| Obata Ryokuchi       | 小幡緑地           | 6,5           |                                                           | Moriyama-ku, Nagoya |